# Todeszeichen
Ein Todeszeichen oder Signum mortis (lateinisch) dient der Feststellung des Todes beziehungsweise der Eingrenzung des Todeszeitpunktes.
Bereits seit der Antike wurden verschiedene, im Allgemeinen optisch sichtbare, Todeszeichen (signa mortis) beschrieben. Bis ins 18. Jahrhundert verstand man unter „Todeszeichen“ meist nicht die (diagnostischen) Anzeichen für einen eingetretenen, sondern – wie schon in der Hippokratischen Medizin – vor allem (prognostische) Hinweise auf einen bevorstehenden Tod.
Bei der gerichtsmedizinischen Untersuchung einer Leiche ist unter anderem die Bestimmung des Todeszeitpunktes für die weiteren polizeilichen oder staatsanwaltschaftlichen Ermittlungen von Bedeutung. Dabei bedient man sich früher und später Todeszeichen, nämlich der Temperatur der Leiche und supravitaler Reaktionen.
Dabei ist die Kenntnis über supravitale Reaktionen von entscheidender Bedeutung, da einzelne Zellen und Gewebe während des so genannten intermediären Lebens noch viele Stunden nach eingetretenem Hirntod auf äußere Einflüsse reagieren können.

## Hirntod
Die Feststellung des Hirntods als vom Gesetzgeber anerkanntes Zeichen des Todeseintritts eines menschlichen Individuums ist vor allem vor Organentnahmen zum Zweck der Organtransplantation von besonderer Bedeutung. Als intermediäres Leben wird danach der Zeitraum zwischen Hirntod und Absterben der letzten Körperzelle bezeichnet.
Zeichen für den eingetretenen Hirntod sind (gemäß der Harvard-Kriterien bei einem gleichbleibenden Befund über mindestens 24 Stunden und Nichtvorliegen von Arzneimittelvergiftung oder Untertemperatur)
1. beidseitig weite, lichtstarre Pupillen
2. eine zerebrale Areflexie (Fehlen von Zephalreflexen bzw. Schädelreflexen: das Ausbleiben gehirngesteuerter Reflexe), wobei spinale Reflexe (Rückenmarksreflexe: vom Rückenmark ausgehende Reflexe) oft noch erhalten sind
3. eine Null-Linie im EEG (isoelektrisches Elektroenzephalogramm)
4. ein mittels Angiografie oder Doppler-Sonografie feststellbarer Kreislaufstopp in den Hirnschlagadern (Vertebralarterien und Karotiden)

## Sichere Todeszeichen
Im Allgemeinen reichen die sicheren Todeszeichen zur Feststellung des eingetretenen Todes aus. Diese können in frühe und späte Zeichen unterteilt werden.

### Frühe Veränderungen
- Totenflecke (Livor mortis) mit Auftreten etwa 20–60 Minuten p. m. (post mortem, das heißt nach Eintritt des Todes)
- Totenstarre (Rigor mortis, Leichenstarre), beginnend mit der Kaumuskulatur und in der weiteren Folge zu den unteren Gliedmaßen absteigend. Wichtig ist die chronologische Reihenfolge, da gleichzeitiges Erstarren der Muskulatur bspw. auch bei Unterkühlungen auftreten kann.
- die so genannten mit dem Leben nicht zu vereinbarenden Verletzungen wie die Trennung von Kopf und Rumpf, die komplette Durchtrennung des Rumpfes durch einen schweren Unfall oder durch Verletzung durch Waffen, Verkohlung des Körpers

### Späte Veränderungen
- Putrefaktion und Verwesung, meist zusammen mit
  - chemischer Zersetzung
  - bakterieller Fäulnis und
  - Autolyse durch körpereigene Enzyme der Leiche.
- Besiedelung des größten Teils des Körpers durch Fliegen- und Käfermaden, Ameisen oder Leichenfraß durch Ratten, Raubtiere oder Fische. Dies kann zusammen mit der Zersetzung bis zur Skelettierung führen.
- Adipocire, die Leichen- oder Fettwachsbildung unter Luftausschluss, die den Zerfall des Körpers durch Luftabschluss aufhalten kann oder
- Mumifizierung des Körpers oder einzelner Glieder durch Wassermangel, in trockener Umgebung.

## Unsichere Todeszeichen
Unsichere Todeszeichen sind all diejenigen Erscheinungen, die auch bei lebenden Individuen angetroffen werden können, andererseits zwangsläufig post mortem auftreten.
- fehlende Atmung (Atemstillstand, fachsprachlich auch Apnoe)
- fehlender Puls
- Bewusstlosigkeit (tiefes Koma bzw. Koma ohne Reaktionszeichen)
- Untertemperatur (Hypothermie) des Körpers (bei entsprechender Umgebungstemperatur), siehe auch Algor mortis
- Hautblässe
- komplette Lähmung aller Muskeln mit fehlenden Pupillenreflexen und sonstiger Areflexie, also ggfs. auch
- Öffnen der Schließmuskeln (Urin, Kot)
- Hornhauttrübung
- Leichenblässe (Pallor mortis)
- Totenkälte (Algor mortis)
- Nulllinien-EEG

## Besonderheit der Rettungsmedizin
Eine Sonderstellung zwischen sicheren und unsicheren Todeszeichen nimmt in der Rettungsmedizin das sogenannte Null-Linien-Elektrokardiogramm (-EKG) ein. Stellt ein Notarzt bei Abbrechen eines erfolglosen Wiederbelebungsversuches noch keine sicheren Todeszeichen im engeren Sinne fest, müsste er mit der Wiederbelebung (bis zu 60 Minuten) fortfahren und das Eintreten der sicheren Todeszeichen abwarten. Der Notarzt muss jedoch kurzfristig weitere Notfälle beaufsichtigen, deshalb wird in einigen deutschen  Ländern die Aufzeichnung eines zehnminütigen Null-Linien-EKG als ausreichend gefordert. Begründen lässt sich dies mit der gesicherten Annahme, dass nach zehn Minuten ohne „aufgezeichnete Herzaktion“ keine spontane Reaktivierung des Herzens mehr stattfindet.

## Historische Literatur
- J. G. Jancke (Übersetzer): Abhandlung von der Ungewißheit der Kennzeichen des Todes und dem Mißbrauch, der mit übereilter Beerdigung und Einbalsamierung vorgeht. Nach J. J. Bruhier [Sur l’incertitude des signes de la mort et l’abus des enterrements précipité, Paris 1749]. Leipzig/Kopenhagen 1754.
- Instruction über die Kennzeichen des wirklich erfolgten Todes, damit kein lebender Mensch begraben werde […]. Berlin 1794; ergänzter Neudruck, hrsg. von Uwe Otto, Berliner Handpresse, Berlin 1982 (= Satyren und Launen. Band 18).